# 金陵寺镇
金陵寺镇是中国陕西省商洛市商州区下辖的一个镇，在商州城区以西15公里处。辖区总面积为88平方公里，全镇辖18个村，总人口21,629人。金陵寺镇主要是山地，部分地区为石灰岩，矿产丰富，主要有煤、石灰石、大理石等，农作物以小麦、玉米为主，并盛产核桃、板栗、柿子。金陵寺镇保留有传统农贸集市，逢农历双日开集。镇内有商州八景十观之一“熊耳晚霞”。